# Daïra de Chemini
La daïra de Chemini est une circonscription administrative algérienne située dans la wilaya de Béjaïa et la région de Kabylie. Son chef-lieu est situé sur la commune éponyme de Chemini.
La daïra regroupe les quatre communes de Chemini, Tibane, Souk-Oufella et Akfadou.

## Géographie

### Localisation
| Bouzguen(Wilaya de Tizi Ouzou) | Adekar           | Adekar    |
| Bouzguen(Wilaya de Tizi Ouzou) | daïra de Chemini | Sidi Aïch |
| Bouzguen(Wilaya de Tizi Ouzou) | Ouzellaguen      | Seddouk   |